# Бжезіни (гміна, Бжезінський повіт)
Гміна Бжезіни (пол. Gmina Brzeziny) — сільська гміна у центральній Польщі. Належить до Бжезінського повіту Лодзинського воєводства.
Станом на 31 грудня 2011 у гміні проживало 5513 осіб.

## Площа
Згідно з даними за 2007 рік площа гміни становила 106.37 км², у тому числі:
- орні землі: 74.00%
- ліси: 21.00%

Таким чином, площа гміни становить 29.67% площі повіту.

## Населення
Станом на 31 грудня 2011:
| Опис     | Загалом | Загалом | Чоловіки | Чоловіки | Жінки | Жінки |
| -------- | ------- | ------- | -------- | -------- | ----- | ----- |
| одиниця  | осіб    | %       | осіб     | %        | осіб  | %     |
| все      | 5513    | 100     | 2695     | 48.88    | 2818  | 51.12 |
| міське   | 0       | 100     | 0        |          | 0     |       |
| сільське | 5513    | 100     | 2695     | 48.88    | 2818  | 51.12 |

## Сусідні гміни
Гміна Бжезіни межує з такими гмінами: Андресполь, Бжезіни, Колюшкі, Новосольна, Роґув, Стрикув.